# A848 road
Die A848 road ist eine A-Straße auf der Isle of Mull in der schottischen Council Area Argyll and Bute. Sie ist Teil der Verbindung zwischen Craignure, dem wichtigsten Fährhafen von Mull, und der Inselhauptstadt Tobermory.

## Verlauf
Zusammen mit der in Salen anschließenden A849 ist die A848 die wichtigste Straßenverbindung auf der Isle of Mull. Sie beginnt in Salen am alten Hafenpier, der bis in die 1960er Jahre der wichtigste Hafen für die Verbindung mit dem Festlandshafen von Oban, zugleich Ausgangspunkt der Bahnverbindung nach Glasgow über die West Highland Line, war. Im Ortskern von Salen mündet sie in die bis dahin als A849 eingeordnete Hauptstraße ein und führt auf dieser ab Salen in Richtung Nordwesten. Die A848 führt entlang der Nordküste von Mull am Sound of Mull, der in diesem Bereich die Insel von der Halbinsel Morvern, einem Teil des schottischen Festlands, trennt. Entlang der Straße liegen lediglich wenige kleine Siedlungen und einzelne Cottages. Bei der kleinen Ortschaft Aros zweigt eine Verbindungsstraße durch das Inselinnere zur Ortschaft Dersaig an der Westküste ab. Am Ortseingang von Tobermory passiert die A849 den bislang einzigen Kreisverkehr auf Mull, an dem die B8073 abzweigt, die entlang der Westküste von Mull verläuft und die dortigen kleinen Ortschaften erschließt und die Verbindung zum Fähranleger für die Verbindung zur kleinen Nachbarinsel Ulva herstellt. Die A848 führt weiter entlang bekannten bunten Häuserzeile am Hafenpier von Tobermory durch den Ort und endet am Fährterminal von Tobermory. Von dort besteht eine Fährverbindung nach Kilchoan auf der Festlandshalbinsel Ardnamurchan.

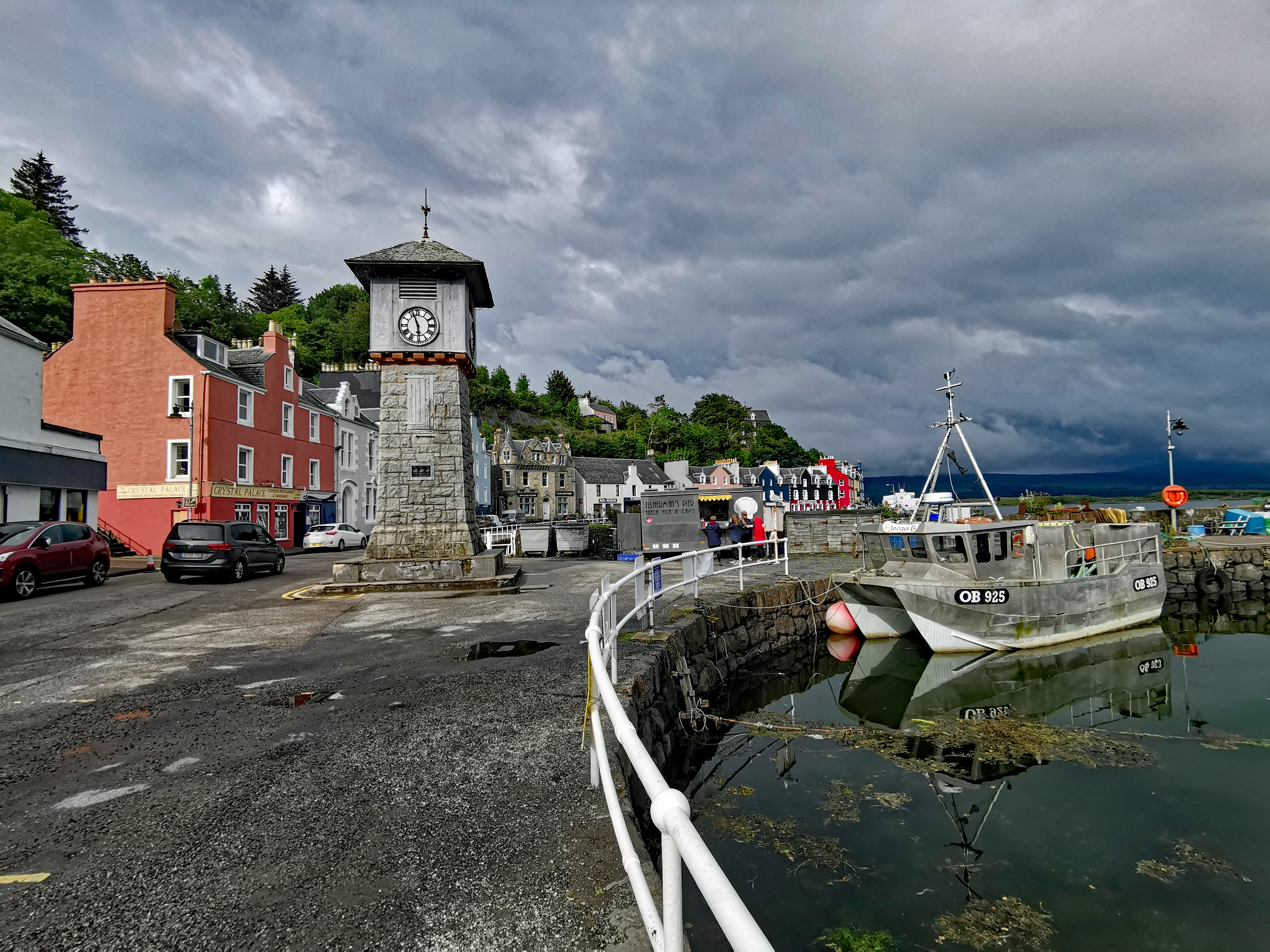
Die A848 am Hafen in Tobermory

Insgesamt ist die A849 rund 16 Kilometer lang, gut 10 Meilen. Ihr Abschnitt zum Pier in Salen verlor in den 1960er Jahren seine Bedeutung, als die Anbindung vom Festland nach Mull auf die Fährverbindung zwischen Craignure und Oban verlagert wurde, blieb aber als A road ausgewiesen. Zeitweise führte die A848 von Tobermory über die heutige B8073 bis Calgary an der Westküste, dieser Abschnitt wurde in den 1960er Jahren herabgestuft und die A848 zum Fähranleger in Tobermory geführt. Ab Salen ist die Straße bis etwa fünf Kilometer vor Tobermory als Single track road mit Begegnungsstellen ausgeführt, ab dort ist sie zweispurig ausgebaut und teilweise begradigt.